# Хедли, Роберт Сесил Осборн
Роберт Сесил Осборн Хедли (англ. Robert Cecil Osborne Hedley; 31 октября 1900, Корбридж, Нортамберленд, Англия, Великобритания — 19 ноября 1973, Хейдон-Бридж, Нортамберленд, там же) — британский военный деятель, генерал-майор Британской армии. Компаньон ордена Бани, командор ордена Британской империи, кавалер ордена «За выдающиеся заслуги» (трижды). Участник Второй мировой войны, в том числе и боёв в Бирме. Командир 48-й индийской пехотной бригады (1944—1945), 26-й индийской дивизии (1946—1947), Британскими войсками гуркхов в Индии (1948), 48-й гуркхской пехотной бригады (1949—1950).

## Биография

### Происхождение и семья
Роберт Сесил Осборн Хедли родился 31 октября 1900 года в Корбридже, графство Нортамберленд. Он происходил из старинного рода Хедли из Тиндейла.
Роберт был старшим из двух сыновей в семье майора Роберта Сесила Хедли (1861—1937) и его жены Маргарет Эмили, урождённой Осборн из Хексема (1876—?). Они поженились 24 января 1900 года, а затем Хедли отправился на войну в Южную Африку, где был дважды упомянут в донесениях. В 1906 году он был переведён в резерв в звании капитана Нортамберлендских фузилёров и почетного майора Британской армии, а в 1911 году удостоен Территориальной награды. После начала Первой мировой войны, в возрасте 54 лет из патриотических чувств он снова записался в свой полк и до перемирия служил в штабе 227-й бригады, а в 1919 году вышел в отставку. Хедли состоял в Обществе антикваров Ньюкасл-апон-Тайна (1886), входил в его совет (1922) и был вице-президентом общества (1931), числился в членах Общества антикваров Шотландии (1892), опубликовал ряд работ в области археологии, в частности касательно исследований доисторических стоянок человека на территории современного Нортамберленда.
Младший брат — Уильям Перси Хедли (1902—1970), унаследовал от отца интерес к антикварианизму, археолог, нумизмат и генеалог, известный масштабной работой «Northumberland Families», трудом всей своей жизни. Он состоял в Обществе антикваров Ньюкасл-апон-Тайна (1922), был членом его совета (1930), вице-президентом (1951) и президентом (1954—1956). Также Хедли числился в членах Геологического общества Лондона (1930), Королевского нумизматического общества (1931), Общества антикваров Лондона (1933). Магистр искусств Даремского университета (1955), член университетского сената (1936).

### Начало военной службы
Хедли окончил школу Сент-Бис в Камбрии, где учился вместе с братом. 17 января 1919 года он поступил кадетом в Королевскую военную академию в Сандхерсте. 24 декабря 1920 года, по выпуске из академии, Хедли был зачислен на службу в Британскую Индийскую армию в звании второго лейтенанта. 10 марта 1922 года он был определен на службу в 5-й Королевский гуркхский стрелковый полк (пограничные силы). Как командир роты «B» Хедли принял участие в кампании 1922—1923 годов в Вазиристане, в частности в операциях близ Макина и Размака.
24 марта 1923 года Хедли бы повышен до лейтенанта. В 1930—1931 годах он принял участие в экспедиции на Северо-Западной границе. 24 декабря 1929 года Хедли был повышен до капитана. C 3 февраля 1935 года по 18 декабря 1938 года он был командиром роты курсантов и инструктором в Королевской военной академии в Сандхерсте. 1 августа того же года Хедли был повышен до майора.

### Вторая мировая война
Хедли принял участие в операциях на Ближнем Востоке (1941—1942). В 1941—1942 годах он занимал пост заместителя ассистента военного секретаря в штаб-квартире Средне-Восточных сил
. 30 июля 1942 года Хедли был временно повышен до подполковника, а 30 октября — временно же — до подполковника. 15 декабря того же года он был упомянут в донесениях «в знак признания отважной и выдающейся службы на Ближнем Востоке в период с ноября 1941 года по апрель 1942 года».
Хедли принял участие в операциях в Бирме (1942—1945). В 1942—1944 годах он был командиром 2-го батальона 5-го гуркхского стрелкового полка. 26 июня 1943 года Хедли принял участие в штурме японских позиций у пика Кеннеди, где отличился его подчинённый — хавилдар Гадже Гхале, награждённый впоследствии Крестом Виктории. За то, что мог мгновенно исправить сложившееся положение дел на фронте и быстро разгромить противника он был известен как «Смертоносный Хедли». В 1944—1945 годах Хедли был командиром 48-й индийской пехотной бригады. 4 мая 1944 года он был временно повышен до полковника, а 31 мая — временно же — до бригадира. Хедли принял участие в битве при Импхале, где ненадолго оставил командование по причине госпитализации из-за дизентерии.
22 июня 1944 года «в знак признания отважной и выдающейся службы в Бирме» Хедли был награждён орденом «За выдающиеся заслуги». 21 июня 1945 года «в знак признания отважной и выдающейся службы в Бирме» он был награждён пряжкой к этому ордену, а 28 июня 1945 года по аналогичному основанию — второй пряжкой. Таким образом Хедли стал трижды кавалером данной награды за бои в одной только Бирме.

### Последующая служба
В 1945—1946 годах Хедли служил в штаб-квартире Союзных сухопутных сил Юго-Восточной Азии. Он принял участие в операциях на Суматре (1946—1947). В 1946—1947 годах Хедли был командиром 26-й индийской дивизии, сменив генерал-майора Генри Чемберса на посту командующего Союзными сухопутными войсками на Суматре. 30 января 1946 года он был временно повышен до генерал-майора, а 24 декабря получил звание подполковника. 11 февраля 1947 года Хедли получил звание полковника, а 26 июня года удостоен ордена Британской империи степени командора военного дивизиона «в знак признания отважной и выдающейся службы в Голландской Ост-Индии до 3 ноября 1946 года».
В 1947 году Хедли занял пост коменданта Пехотной школы в Мхоу, а в 1948 году стал командиром Британскими войсками гуркхов в Индии. После заключения трёхстороннего соглашения о разделе гуркхских полков между Индией, Непалом и Великобританией, он как начальник Британского штаба по переустройству гуркхов, численность которых на тот момент составляла порядка 7 тысяч человек, занимался их привлечением на службу в Британскую армию.
Хедли принял участие в операциях в Малайе (1948—1951). В 1948—1949 годах он занимал пост командующего суб-округом Джохор. 8 апреля 1949 года Хедли был упомянут в донесениях «в знак признания отважной и выдающейся службы в Малайе в период с 1 июля 1948 года по 31 декабря 1948 года», а 13 декабря ещё раз — «в знак признания отважной и выдающейся службы в Малайе в период с 1 января 1949 года по 30 июня 1949 года». В 1949—1950 годах он был командиром 48-й гуркхской пехотной бригады. 19 сентября 1950 года Хедли был назначен на пост командующего округом Южная Малайя с присвоением временного звания генерал-майора Бригад гуркхов. Он служил под началом главнокомандующего Малайским командованием генерал-майора Роберта Уркхарта. 19 октября 1951 года Хедли был удостоен ордена Бани степени компаньона 3-го класса военного дивизиона «в знак признания отважной и выдающейся службы в Малайе с 1 января по 30 июня 1951 года».

### В отставке
14 февраля 1952 года Хедли сложил с себя временное звание генерал-майора, 8 июня по выходе в отставку получил звание почётного генерал-майора, а 12 сентября был зачислен в резерв. В 1952—1961 годах он занимал пост координатора Западного командования по учебным связям. 1 ноября 1958 года Хедли был выведен из резерва как достигший предельного возраста службы.
Роберт Сесил Осборн Хедли скончался 19 ноября 1973 года в возрасте 73 лет в Хейдон-Бридж, графство Нортамберленд. 

## Награды
Орден Бани степени компаньона, Орден Британской империи степени командора, Орден «За выдающиеся заслуги» с двумя пряжками, медаль общей службы в Индии с пряжками «ВАЗИРИСТАН 1923—24» и «СЕВЕРО-ЗАПАДНАЯ ГРАНИЦА 1930—31», медаль общей службы с пряжками «Ю.В. АЗИЯ 1945–46» и «МАЛАЙЯ», Военная медаль 1939—1945, упоминание в донесениях (четырежды).

## Личная жизнь
В 1933 году Хедли помолвился с Люси Стрэнг, единственной дочерью Дж. Д. Н. Стрэнга и его жены из Оуквуда близ Хексема в Нортамберленде, а женился на ней в 1945 году.